# Rumania en los Juegos Paralímpicos de Vancouver 2010
Rumania estuvo representada en los Juegos Paralímpicos de Vancouver 2010 por una deportista femenina. El equipo paralímpico rumano no obtuvo ninguna medalla en estos Juegos.